# Aleksander Ivanovič Černišov
Grof Aleksander Ivanovič Černišov (rusko Алекса́ндр Ива́нович Чернышёв), ruski general, * 1786, † 20. junij 1857.
Bil je eden izmed pomembnejših generalov, ki so se borili med Napoleonovo invazijo na Rusijo; posledično je bil njegov portret dodan v Vojaško galerijo Zimskega dvorca.
Med letoma 1848 in 1856 je bil predsednik Vlade Ruskega imperija.

## Življenje
Rodil se je senatorju in generalporočniku Ivanu L. Černišovu. Po domačem šolanju je bil sprejet na dvor kot paž, nato pa je bil premeščen v Konjeniški gardni polk. Prvo bojno izkušnjo je doživel med bitko pri Austerlitzu. Sodeloval je tudi v kampanji leta 1807 ter leta 1809. Po premirju je ostal v Parizu kot diplomatsko-vojaški agent. Leta 1811 je bil poklican nazaj v Rusijo, a je bil poslan na diplomatsko misijo na Švedsko. 
Med vojno leta 1812 je vodil partizansko vojno v francoskem zaledju. Leta 1819 je bil imenovan za člana komiteja za donske Kozake ter čez dve leti je postal poveljnik lahke konjeniške divizije. 25. novembra 1825 je bil premeščen v 2. armado, s katero se je udeležil bojev proti dekabristom; januarja 1826 je bil imenovan za člana preiskovalne komisije glede vstaje.  
Na dan ustoličenja Nikolaja I. je bil povzdignjen v grofa. Leta 1827 je bil imenovan za člana kontrolnega carskega generalštaba, s čimer je postal tudi član vojnega ministrstva; ta položaj je zasedal vse do leta 1852. Leta 1848 pa je bil imenovan še za predsednika ruske vlade.  
Nikolaj I. ga je imenoval še za poveljnika sanktpeterburškega 1. ulanskega polka in kabardianskega lovskega polka. 